# VM i landevejscykling 1999
1999 fandt sted i Treviso og Verona, Italien, mellem 3. oktober og 10. oktober 1999. Konkurrencen bestod af landevejsløb og enkletstart for kvinder og mænd, mænd under 23 år, juniorer for mænd og kvinder.

## Medaljernes fordeling
| Konkurrence                    | Guld                                    | Guld     | Sølv                             | Sølv  | Bronze                          | Bronze  |
| ------------------------------ | --------------------------------------- | -------- | -------------------------------- | ----- | ------------------------------- | ------- |
| Herrernes løb                  |                                         |          |                                  |       |                                 |         |
| Herrernes landevejsløb         | Óscar Freire · Spanien                  | 6t19'29" | Markus Zberg · Schweiz           | + 4"  | Jean-Cyril Robin · Frankrig     | s.t.    |
| Herrernes enkeltstart          | Jan Ullrich · Tyskland                  | 1t28"    | Michael Andersson · Sverige      | + 14" | Chris Boardman · Storbritannien | + 58"   |
| Damernes løb                   |                                         |          |                                  |       |                                 |         |
| Damernes landevejsløb          | Edita Pučinskaitė · Litauen             | 2t59'49" | Anna Wilson · Australien         | + 18" | Diana Žiliūtė · Litauen         | s.t.    |
| Damernes enkeltstart           | Leontien Zijlaard-van Moorsel · Holland | 32'31"   | Anna Wilson · Australien         | + 4"  | Edita Pučinskaitė · Litauen     | + 31"   |
| Herrer U23                     |                                         |          |                                  |       |                                 |         |
| U23 landevejsløb (herrer)      | Leonardo Giordani · Italien             | 4t22'36" | Luca Paolini · Italien           | + 9"  | Matthias Kessler · Tyskland     | s.t.    |
| U23 enkeltstart (herrer)       | José Iván Gutiérrez · Spanien           | 39'49"   | Michael Rogers · Australien      | + 1"  | Evgeny Petrov · Rusland         | + 29"   |
| Herrer, juniorer               |                                         |          |                                  |       |                                 |         |
| Landevejsløb juniorer (herrer) | Damiano Cunego · Italien                | 3t14'36" | Rouslan Kaioumov · Rusland       | + 5"  | Christophe Kern · Frankrig      | + 37"   |
| Enkeltstart juniorer (herrer)  | Fabian Cancellara · Schweiz             | 30'36"   | Rouslan Kaioumov · Rusland       | + 42" | Christian Knees · Tyskland      | + 49"   |
| Juniorer, damer                |                                         |          |                                  |       |                                 |         |
| Landevejsløb juniorer (damer)  | Genevieve Jeanson · Canada              | 1t47'16" | Trixi Worrack · Tyskland         | + 8"  | Noemi Cantele · Italien         | + 3'33" |
| Enkeltstart juniorer (damer)   | Geneviève Jeanson · Canada              | 14'33"   | Juliette Vandekerkove · Frankrig | + 11" | Trixi Worrack · Tyskland        | + 23"   |